# فريدريك صامويلسون
فريدريك صامويلسون (بالسويدية: Fredrik Samuelsson)‏ (14 أكتوبر 1980 بالسويد - ) هو لاعب كرة قدم سويدي في مركز الدفاع. لعب مع نادي آسيريسكا ونادي أوربرو.

## وصلات خارجية
- فريدريك صامويلسون على موقع اتحاد السويد (السويدية)
- فريدريك صامويلسون على موقع قاعدة بيانات كرة القدم.إي يو (الإنجليزية)